# Binley Woods
Binley Woods is een civil parish in het bestuurlijke gebied Rugby, in het Engelse graafschap Warwickshire met 2665 inwoners.
Het stadje is bekend geworden door Heather Road 117, het huis voor de buitenopnames van Richard en Hyacinth Bucket in de televisieserie Schone Schijn. 119 Heather Road werd gebruikt als het huis van hun buren Elizabeth Warden en Emmet Hawksworth. 